# Jerzy Don
Jerzy Don (ur. 24 lutego 1928 w Dąbiu, zm. 21 listopada 2016) – polski geolog, absolwent, wykładowca i profesor Uniwersytetu Wrocławskiego.

## Życiorys
Urodzony jako Elfrydy z domu Just i Bolesława, nauczyciela, który z racji zawodu musiał zmieniać miejsce zamieszkania. Młodość spędził w Przybyszewie k. Kępna, a w 1938 r. zamieszkał w Łaziskach na Śląsku, gdzie po raz pierwszy spotkał się z zagadnieniami geologii i górnictwa. Po wojnie rodzice zamieszkali w Bardzie, natomiast Jerzy Don uczył się w gimnazjum i liceum w Kłodzku, gdzie w 1947 r. zdał maturę.
Studiował na Wydziale Matematyki, Fizyki i Chemii Uniwersytetu i Politechniki Wrocławskiej, ale pod wpływem kontaktu z geologiem Józefem Zwierzyckim przeniósł się w 1948 r. na studia na Wydziale Nauk Przyrodniczych i  w 1952 r. uzyskał dyplom ukończenia studiów. Doktoryzował się u prof. Henryka Teisseyre'a na podstawie pracy "Góry Złote i Krowiarki jako elementy składowe metamorfiku śnieżnickiego”. Została ona opublikowana w 1964 r. W latach 1962–1965 brał udział w wyprawie geologicznej do zachodniej Mongolii i na podstawie wyników tych badań opublikował szereg prac, w tym tę będącą podstawą habilitacji. W 1982 r. otrzymał tytuł profesora nadzwyczajnego, a w 1999 r. zwyczajnego.
Od 1950 r. przez całą karierę pracownik Katedry Geologii Ogólnej, od 1971 r. kierownik Zakładu Geologii Ogólnej, a następnie Zakładem Kartografii Geologicznej.
Prowadził badania w zakresie tektoniki i geologii metodami kartografii geologicznej, był członkiem Polskiego Towarzystwa Geologicznego.
Zmarł w 2016 r., pochowany na Cmentarzu Grabiszyńskim we Wrocławiu